# Reignat
Reignat – miejscowość i gmina we Francji, w regionie Owernia-Rodan-Alpy, w departamencie Puy-de-Dôme.
Według danych na rok 1990 gminę zamieszkiwało 198 osób, a gęstość zaludnienia wynosiła 48 osób/km² (wśród 1310 gmin Owernii Reignat plasuje się na 651. miejscu pod względem liczby ludności, natomiast pod względem powierzchni na miejscu 1008.).